# Ognjen Kržić
Ognjen Kržić (Ragusa, 13 marzo 1969) è un ex pallanuotista croato, vincitore di una medaglia di argento ai giochi olimpici di Atlanta 1996. Con lo Jug Dubrovnik vinse due Coppe dei Campioni, una Supercoppa LEN, una Coppa LEN, otto campionati croati e sei Coppe di Croazia, e con lo Jadran Spalato altre due edizioni della Coppa dei Campioni.